# Johannes Maas
Johannes Leonardus "Jan" Maas, född 17 juni 1900 i Steenbergen, död 5 september 1977 i Steenbergen, var en nederländsk tävlingscyklist.
Maas blev olympisk silvermedaljör i lagförföljelse vid sommarspelen 1928 i Amsterdam.